# Бібліографія Рея Бредбері
Бібліографія Рея Бредбері складається з більш ніж чотирьохсот оповідань, а також декількох десятків великих творів. Письменник продовжував випускати нові книги майже до самої смерті.

## Романи
- Марсіанські хроніки (The Martian Chronicles) 1950
- 451 градус за Фаренгейтом (Fahrenheit 451) 1953
- Кульбабове вино (Dandelion Wine) 1957
- Щось лихе насуває[en] (Something Wicked This Way Comes) 1962
- Смерть — діло самотнє (Death is a Lonely Business) 1985
- Цвинтар для безумців[ru] (A Graveyard for Lunatics) 1990
- Зелені тіні, Білий кит (Green Shadows, White Whale) 1992
- З праху повсталі (From the Dust Returned) 2001
- Давайте всі вб'ємо Констанцію[en] (Let's All Kill Constance) 2002
- Літо, прощавай![en] (Farewell Summer) 2006

## Повісті
- Лід і Полум'я[en] (Frost & Fire) 1946
- Лорелея червоної імли (Lorelei of the Red Mist, спільно з Лі Брекетт) 1946
- Пожежник (The Fireman; основа роману «451 градус за Фаренгейтом») 1951
- Переддень всіх святих[en] (The Halloween Tree) 1972
- Десь грає оркестр (Somewhere a Band Is Playing) 2007
- Левіафан-99 (Leviathan '99) 2007

## Оповідання
Переважна більшість оповідань видавалися в збірках. Однак серед збірок є компілятивні: основу їх складають раніше опубліковані оповідання. Нижче наведено всі 15 оригінальних збірок, що містять, за рідкісним винятком, неповторювані оповідання:
- Темний карнавал[en] (Dark Carnival) 1947
- Розмальована людина[en] (The Illustrated Man) 1951
- Золоті яблука Сонця[en] (The Golden Apples of the Sun) 1953
- Ліки від меланхолії[ru] (A Medicine For Melancholy) 1959
- Машинерія радості[en] (The Machineries of Joy) 1964
- Електричне тіло співаю[en] (I Sing the Body Electric)1969
- Далеко за північ[en] (Long After Midnight) 1976
- Спогад про вбивство[en] (A Memory of Murder) 1984
- Конвектор Тойнбі[en] (The Toynbee Convector) (видана під неправильною назвою «На захід від жовтня») 1988
- Миттєво[en] (Quicker Than the Eye) 1996
- Водіння наосліп[en] (Driving Blind) 1997
- На коня[en] (One More for the Road) 2002
- Кицьчина піжама[en] (The Cat's Pajamas: Stories) 2004
- Літній ранок, літня ніч[ru] (Summer Morning, Summer Night) 2007
- У нас завжди буде Париж (we'll Always Have Paris) 2009

Авторські компілятивні збірки, в які для шанувальників додавалося трохи раніше не виданих оповідань, у дужках зазначені їхні назви:
- Жовтнева країна[en] (The October Country) 1955; основу склали перероблені оповідання з книги «Темний карнавал» (Карлик; Пильна покерна фішка роботи А.Матісса; Дотик полум'я; Дивна смерть Дадлі Стоуна тощо)
- Р — означає ракета[en] (R Is for Rocket) 1962 (Р — значить ракета; Тут можуть водитися тигри; Лід та Полум'я тощо)
- Вінтажний Бредбері[en] (The Vintage Bradbury) 1965; перша збірка «Найкраще з Бредбері» (І камені заговорили...; Людина в картинках-II тощо)
- К — означає космос[en] (S Is for Space) 1966 (Перетворення; Вогняний Стовп; Час, ось твій політ; Жінка, що кричить тощо)
- Гуркіт грому: 100 оповідань[en] (The Stories of Ray Bradbury) 1980 (Дитячий майданчик; Чортове колесо; Прощавай, літо; Нащадок Макгіллахі; Акведук; Фатальна гра тощо)
- Високо в небеса: 100 оповідань[en] (Bradbury Stories: 100 of His Most Celebrated Tales) 2003 (Нетривала подорож; Ба-бах! Ти убитий; Гоління за вищим розрядом; Спостерігачі; Травинка; Самотність; Підміна; Морська мушля; Неприкаяні; Далека гітара; Променистий Фенікс; Вірші; Особливий літній вечір тощо)

Перелік оповідань за роком першого видання:
- Коса (The Scythe) 1943[1]
- Вітер (The Wind) 1943
- Жила собі старенька (There Was an Old Woman) 1944
- Банка (The Jar) 1944[1]
- Повернення (The Homecoming) 1946
- Силова установка (Powerhouse) 1948[1]
- Марення в гарячці (Fever Dream) 1948[1]
- Жінки (The Women) 1948[1]
- І все-таки наш... (Tomorrow's Child) 1948
- Були вони смагляві й золотоокі[en] (Dark They Were, And Golden Eyed) 1949
- Бетономішалка (The Concrete Mixer) 1949
- Канікули (Holiday) 1949
- Буде ласкавий дощ (There Will Come Soft Rains; частина Марсіанських хронік) 1950
- Покарання без злочину (Punishment Without Crime) 1950
- Туманний горн[en] (The Fog Horn) 1951[1]
- Ніч перед кінцем світу[ru] (The Last Night of the World) 1951
- Гуркіт грому (A Sound of Thunder) 1952
- Усмішка (The Smile) 1952
- Прийми вітання і прощай (Hail and Farewell) 1953
- Луг (радіоп'єса)[en] (The Meadow) 1953
- Так померла Рябушинська (And So Died Riabouchinska) 1953[1]
- Все літо в один день (All Summer in a Day) 1954
- Дотик полум'я (Touched with Fire) 1954
- Мить у сонячному промінні (Interval in Sunlight) 1954[1]
- День, коли воно назавжди померло[en] (The Day It Rained Forever) 1959
- Запах сарсапарелі (A Scent of Sarsaparilla) 1958
- Присмерковий пляж (The Shoreline at Sunset) 1959[1]
- Дивовижне диво (A Miracle of Rare Device) 1962
- Малий убивця[en] (The Small Assassin) 1962
- Чудовий костюм кольору вершкового морозива (The Wonderful Ice Cream Suit) 1958
- Про блукання вічні і про Землю (Forever and the Earth) 1950
- Вельд[ru] (The Veldt) 1950
- Смерть і діва (Death and the Maiden) 1960
- Хлопці, вирощуйте велетенські гриби у підвалі! (Boys! Raise Giant Mushrooms in Your Cellar!) 1962[1]
- Нав'язливий привид новизни (The Haunting of the New) 1969[1]
- Шмаркач Макґіллахі (McGillahee's Brat) 1970[1]

63 оповідання ніколи не видавалися в авторських збірках, а лише друкувалися в газетах і журналах. Список деяких із них:
- Маятник (The Pendulum) 1939
- Чепушинка (Everything Instead of Something) 1943
- Лазарю, повстань! (Lazarus Come Forth) 1944
- Остання жертва (Final Victim) 1946
- Заснулий в Армагеддоні (Asleep in Armageddon) 1948
- Піщана людина (Referent) 1948
- Чудеса і дива! Передай далі! (Marvels and Miracles, Pass It On) 1955
- Науковий підхід (Love Contest) 1952
- Знали, чого хочуть (They Knew What They Wanted) 1954
- Година привидів (Hour of Ghosts) 1969
- Та, що повернулася з праху (From the Dust Returned) 1994
- Пес у червоній бандані (The Dog in the Red Bandana) 2010

## Збірки есе
- Дзен у мистецтві написання книг[en] (Zen in the Art of Writing) 1990